# Temporada 2023 del Campeonato del Mundo de Moto2
La temporada 2023 del Campeonato del Mundo de Moto2 fue la 14.ª edición de este campeonato creado en 2010. Este campeonato fue parte de la 75.ª edición del Campeonato del Mundo de Motociclismo.

## Calendario
El 30 de septiembre de 2022, la FIM y Dorna hicieron público el calendario provisional para 2023.
| Ronda                                               | Gran Premio                                         | Circuito                                                | Fecha                         |
| --------------------------------------------------- | --------------------------------------------------- | ------------------------------------------------------- | ----------------------------- |
| 1                                                   | Grande Prémio Tissot de Portugal                    | Autódromo Internacional do Algarve, Portimão            | 24-26 de marzo                |
| 2                                                   | Gran Premio Michelin® de la República Argentina     | Autódromo Termas de Río Hondo, Santiago del Estero      | 31 de marzo-2 de abril        |
| 3                                                   | Red Bull Grand Prix of The Americas                 | Circuito de las Américas, Austin, Texas                 | 14-16 de abril                |
| 4                                                   | Gran Premio de España                               | Circuito de Jerez, Jerez de la Frontera                 | 28-30 de abril                |
| 5                                                   | SHARK Grand Prix de France                          | Circuito de Bugatti, Le Mans                            | 12-14 de mayo                 |
| 6                                                   | Gran Premio d’Italia Oakley                         | Autódromo Internacional del Mugello, Scarperia          | 9-11 de junio                 |
| 7                                                   | Liqui Moly Motorrad Grand Prix Deutschland          | Sachsenring, Hohenstein-Ernstthal                       | 16-18 de junio                |
| 8                                                   | Motul TT Assen                                      | Circuito de Assen, Assen                                | 23-25 de junio                |
| 9                                                   | Monster Energy British Grand Prix                   | Circuito de Silverstone, Silverstone                    | 4-6 de agosto                 |
| 10                                                  | CryptoDATA Motorrad Grand Prix von Österreich       | Red Bull Ring, Spielberg                                | 18-20 de agosto               |
| 11                                                  | Gran Premi Monster Energy de Catalunya              | Circuito de Barcelona-Cataluña, Montmeló                | 1-3 de septiembre             |
| 12                                                  | Gran Premio di San Marino e della Riviera di Rimini | Misano World Circuit Marco Simoncelli, Misano Adriatico | 8-10 de septiembre            |
| 13                                                  | Grand Prix of India                                 | Circuito Internacional de Buddh, Greater Noida          | 22-24 de septiembre           |
| 14                                                  | Motul Grand Prix of Japan                           | Mobility Resort Motegi, Motegi                          | 29 de septiembre-1 de octubre |
| 15                                                  | Pertamina Grand Prix of Indonesia                   | Circuito Urbano Internacional de Mandalika, Lombok      | 13-15 de octubre              |
| 16                                                  | Animoca Brands Australian Motorcycle Grand Prix     | Circuito de Phillip Island, Isla Phillip                | 20-22 de octubre              |
| 17                                                  | OR Thailand Grand Prix                              | Circuito Internacional de Chang, Buriram                | 27-29 de octubre              |
| 18                                                  | PETRONAS Grand Prix of Malaysia                     | Circuito Internacional de Sepang, Selangor              | 10-12 de noviembre            |
| 19                                                  | Grand Prix of Qatar                                 | Circuito Internacional de Losail, Lusail                | 17-19 de noviembre            |
| 20                                                  | Gran Premio Motul de la Comunitat Valenciana        | Circuito Ricardo Tormo, Valencia                        | 24-26 de noviembre            |
| Grandes Premios cancelados                          |                                                     |                                                         |                               |
| –                                                   | Gran Premio de Kazajistán                           | Autódromo Internacional de Sokol, Almaty                | 7-9 de julio                  |
| Notas: Actualizado a 30 de septiembre de 2022 1. 2. |                                                     |                                                         |                               |

### Cambios en el calendario
- El Gran Premio de Hungría, estaba programado para regresar al campeonato en 2023, pero se pospuso hasta al menos 2024 debido a que el circuito todavía no empezó su construcción.[2]
- Por primera vez desde 2007, el Gran Premio de Catar no albergará el comienzo de campeonato debido a "una amplia renovación y remodelación del área del paddock y las instalaciones del circuito".
- El Gran Premio de Kazajistán hará su debut en el campeonato por las siguientes cinco temporadas, celebrando sus carreras en el Autódromo Internacional de Sokol. Kazajistán se convertirá en el país número 30 en albergar carreras del campeonato del mundo, mientras que el Autódromo Internacional de Sokol se convertirá en el 74.º circuito en albergar carreras mundialistas.[3]
- Luego de 13 temporadas consecutivas dentro del Campeonato del Mundo de MotoGP, el Gran Premio de Aragón no estará en el calendario.
- Tras un primer intento fallido por ingresar al campeonato en 2013, el Gran Premio de la India había acordado su incorporación a partir de la temporada siguiente[4] pero su ingreso fue adelantado para esta temporada.[5] India se convertirá en el país número 31 en albergar carreras del campeonato del mundo, mientras que el Circuito Internacional de Buddh se convertirá en el 75.º circuito en albergar carreras mundialistas.

## Equipos y pilotos
| Equipo                              | Constructor | Moto  | N.º | Piloto                  | Rondas              |
| ----------------------------------- | ----------- | ----- | --- | ----------------------- | ------------------- |
| Speed Up Racing                     | Boscoscuro  | B-23  | 21  | Alonso López            | Todas               |
| Speed Up Racing                     | Boscoscuro  | B-23  | 54  | Fermín Aldeguer         | Todas               |
| American Racing                     | Kalex       | Moto2 | 4   | Sean Dylan Kelly        | 1-8                 |
| American Racing                     | Kalex       | Moto2 | 24  | Marcos Ramírez          | 10-20               |
| American Racing                     | Kalex       | Moto2 | 33  | Rory Skinner            | 1-6, 9-20           |
| American Racing                     | Kalex       | Moto2 | 99  | Carlos Tatay            | 7-8                 |
| Elf Marc VDS Racing Team            | Kalex       | Moto2 | 14  | Tony Arbolino           | Todas               |
| Elf Marc VDS Racing Team            | Kalex       | Moto2 | 22  | Sam Lowes               | Todas               |
| Pons Wegow Los40                    | Kalex       | Moto2 | 40  | Arón Canet              | Todas               |
| Pons Wegow Los40                    | Kalex       | Moto2 | 11  | Sergio García           | Todas               |
| GasGas Aspar Team                   | Kalex       | Moto2 | 28  | Izan Guevara            | 3-20                |
| GasGas Aspar Team                   | Kalex       | Moto2 | 81  | Jordi Torres            | 1-2                 |
| GasGas Aspar Team                   | Kalex       | Moto2 | 96  | Jake Dixon              | Todas               |
| QJMotor Gresini Moto2               | Kalex       | Moto2 | 12  | Filip Salač             | Todas               |
| QJMotor Gresini Moto2               | Kalex       | Moto2 | 52  | Jeremy Alcoba           | Todas               |
| QJMotor Gresini Moto2               | Kalex       | Moto2 | 44  | Matteo Ferrari          | 20                  |
| Idemitsu Honda Team Asia            | Kalex       | Moto2 | 35  | Somkiat Chantra         | Todas               |
| Idemitsu Honda Team Asia            | Kalex       | Moto2 | 79  | Ai Ogura                | 2-20                |
| Italtrans Racing Team               | Kalex       | Moto2 | 71  | Dennis Foggia           | Todas               |
| Italtrans Racing Team               | Kalex       | Moto2 | 16  | Joe Roberts             | Todas               |
| Liqui Moly Husqvarna Factory Racing | Kalex       | Moto2 | 3   | Lukas Tulovic           | 1, 3-13, 15-20      |
| Liqui Moly Husqvarna Factory Racing | Kalex       | Moto2 | 8   | Senna Agius             | 4-5, 11-12, 14      |
| Liqui Moly Husqvarna Factory Racing | Kalex       | Moto2 | 15  | Darryn Binder           | 1-3, 6-10, 13-20    |
| Pertamina Mandalika SAG Team        | Kalex       | Moto2 | 19  | Lorenzo Dalla Porta     | 1-5                 |
| Pertamina Mandalika SAG Team        | Kalex       | Moto2 | 23  | Taiga Hada              | 6-9, 12-20          |
| Pertamina Mandalika SAG Team        | Kalex       | Moto2 | 73  | Mattia Rato             | 10-11               |
| Pertamina Mandalika SAG Team        | Kalex       | Moto2 | 64  | Bo Bendsneyder          | Todas               |
| Red Bull KTM Ajo                    | Kalex       | Moto2 | 37  | Pedro Acosta            | Todas               |
| Red Bull KTM Ajo                    | Kalex       | Moto2 | 75  | Albert Arenas           | Todas               |
| Fieten Olie Racing GP               | Kalex       | Moto2 | 7   | Barry Baltus            | Todas               |
| Fieten Olie Racing GP               | Kalex       | Moto2 | 84  | Zonta van den Goorbergh | Todas               |
| Fieten Olie Racing GP               | Kalex       | Moto2 | 34  | Mattia Pasini           | 6, 12               |
| Fieten Olie Racing GP               | Kalex       | Moto2 | 45  | Héctor Garzó            | 20                  |
| Fantic Motor                        | Kalex       | Moto2 | 13  | Celestino Vietti        | 1-13, 16-20         |
| Fantic Motor                        | Kalex       | Moto2 | 72  | Borja Gómez             | 1-13                |
| Fantic Motor                        | Kalex       | Moto2 | 72  | Borja Gómez             | 14                  |
| Fantic Motor                        | Kalex       | Moto2 | 9   | Mattia Casadei          | 14-20               |
| Fantic Motor                        | Kalex       | Moto2 | 43  | Lorenzo Baldassarri     | 15                  |
| Correos Prepago Yamaha VR46         | Kalex       | Moto2 | 18  | Manuel González         | Todas               |
| Correos Prepago Yamaha VR46         | Kalex       | Moto2 | 5   | Kohta Nozane            | 1, 9-20             |
| Correos Prepago Yamaha VR46         | Kalex       | Moto2 | 2   | Soichiro Minamimoto     | 2-4                 |
| Correos Prepago Yamaha VR46         | Kalex       | Moto2 | 27  | Kasma Daniel            | 6-7                 |
| Petronas MIE Racing RW              | Kalex       | Moto2 | 20  | Azroy Anuar             | 18                  |
| Petronas MIE Racing RW              | Kalex       | Moto2 | 32  | Helmi Azman             | 18                  |
| Forward Team                        | Forward     | F2    | 4   | Sean Dylan Kelly        | 12-14, 17-20        |
| Forward Team                        | Forward     | F2    | 24  | Marcos Ramírez          | 1-9                 |
| Forward Team                        | Forward     | F2    | 67  | Alberto Surra           | 10-17               |
| Forward Team                        | Forward     | F2    | 17  | Alex Escrig             | 1, 4-5, 8-10, 15-20 |
| Forward Team                        | Forward     | F2    | 19  | Lorenzo Dalla Porta     | 6-7                 |
| Forward Team                        | Forward     | F2    | 98  | David Sanchis           | 1-3                 |
| Forward Team                        | Forward     | F2    | 55  | Yeray Ruiz              | 8, 11               |
| Fuente:                             |             |       |     |                         |                     |

| Leyenda             | Leyenda |
| ------------------- | ------- |
| Piloto titular      |         |
| Piloto invitado     |         |
| Piloto de reemplazo |         |

- Todos los equipos utilizan neumáticos Dunlop y motores Triumph de 3 cilindros de 765 cc.

### Cambios de pilotos
- Dennis Foggia ascenderá a Moto2 con el Italtrans Racing Team reemplazando a Lorenzo Dalla Porta quien regresará a Moto3.
- Tras dos temporadas con el GasGas Aspar Team, Albert Arenas dejó el equipo y fichó por el Red Bull KTM Ajo reemplazando a Augusto Fernández que ascendió a MotoGP.
- Después de solo una temporada en el Liqui Moly Intact GP, Jeremy Alcoba dejó el equipo y fichó por el Gresini Racing Moto2 reemplazando a Alessandro Zaccone.
- Sergio García ascenderá a Moto2 con el Flexbox HP40 reemplazando a Jorge Navarro que dejara el paddock de Moto2 para pasar al Campeonato Mundial de Supersport.
- Alex Escrig hará su debut en Moto2 con el MV Agusta Forward Racing reemplazando a Simone Corsi quien se convertirá en el nuevo coach del equipo.
- El sudafricano Darryn Binder, tras solo una temporada en MotoGP arriba al Moto2 de la mano del Liqui Moly Intact GP.
- Lukas Tulovic, campeón del FIM CEV Moto2 European Championship regresa a Moto2 de la mano del Liqui Moly Intact GP. Tulovic previamente disputó tres carreras en Moto2 en 2018 y toda la temporada 2019.
- Izan Guevara ascenderá a Moto2 con el GasGas Aspar Team reemplazando a Albert Arenas quien dejó el equipo para fichar por el Red Bull KTM Ajo.
- En un principio el equipo  Team Fantic VR46 había confirmado a Niccolò Antonelli para la temporada 2023, pero en el   Gran Premio de la Comunidad Valenciana  el equipo confirmó a Borja Gómez para sustituir al italiano para la próxima temporada

## Resultados

### Campeonato de pilotos
Sistema de puntuación
Los puntos se reparten entre los quince primeros clasificados en acabar la carrera. 
Sistema de puntuación de 1993 hasta 2022:
| Posición | 1.º | 2.º | 3.º | 4.º | 5.º | 6.º | 7.º | 8.º | 9.º | 10.º | 11.º | 12.º | 13.º | 14.º | 15.º |
| Puntos   | 25  | 20  | 16  | 13  | 11  | 10  | 9   | 8   | 7   | 6    | 5    | 4    | 3    | 2    | 1    |

| Pos. | Piloto                  | Moto       | Equipo                                  | POR | ARG | AME | SPA | FRA | ITA | GER | NED | GBR | AUT | CAT | RSM | IND | JPN | INA | AUS | THA | MAL | QAT | VAL | Ptos. |
| ---- | ----------------------- | ---------- | --------------------------------------- | --- | --- | --- | --- | --- | --- | --- | --- | --- | --- | --- | --- | --- | --- | --- | --- | --- | --- | --- | --- | ----- |
| 1    | Pedro Acosta            | Kalex      | Red Bull KTM Ajo                        | 1   | 12  | 1   | 2   | Ret | 1   | 1   | 3   | 3   | 2   | 6   | 1   | 1   | 3   | 1   | 9   | 2   | 2   | 8   | 12  | 332.5 |
| 2    | Tony Arbolino           | Kalex      | Elf Marc VDS Racing Team                | 3   | 1   | 2   | 4   | 1   | 2   | 2   | 7   | 10  | 6   | 17  | 4   | 2   | 11  | 6   | 1   | 4   | 10  | 10  | 16  | 249.5 |
| 3    | Fermín Aldeguer         | Boscoscuro | Speed Up Racing                         | 13  | 15  | 6   | 10  | 8   | Ret | 8   | 4   | 1   | 9   | 13  | Ret | 12  | 22  | 3   | 3   | 1   | 1   | 1   | 1   | 212   |
| 4    | Jake Dixon              | Kalex      | GasGas Aspar Team                       | 6   | 3   | DNS | 6   | 5   | 3   | 3   | 1   | Ret | 4   | 1   | 12  | Ret | 4   | 4   | Ret | Ret | 5   | 5   | 6   | 204   |
| 5    | Arón Canet              | Kalex      | Pons Wegow Los40                        | 2   | 4   | 8   | 5   | DNS | 4   | Ret | 5   | 2   | Ret | 2   | Ret | Ret | 8   | 2   | 2   | 11  | Ret | 3   | 2   | 195   |
| 6    | Somkiat Chantra         | Kalex      | Idemitsu Honda Team Asia                | 9   | 8   | 11  | 7   | 6   | 9   | 4   | Ret | 9   | 5   | 14  | 6   | Ret | 1   | 7   | 7   | 3   | 6   | 7   | 5   | 173.5 |
| 7    | Alonso López            | Boscoscuro | Speed Up Racing                         | Ret | 2   | 7   | 3   | 3   | 6   | 5   | 6   | Ret | 21  | 8   | 3   | 22  | 13  | Ret | Ret | 8   | 22  | 9   | 3   | 150   |
| 8    | Manuel González         | Kalex      | Correos Prepago Yamaha VR46 Master Camp | 5   | 11  | 10  | 12  | DNS | 8   | 6   | 8   | 5   | Ret | 5   | 7   | 5   | 6   | 5   | 13  | 10  | Ret | 2   | 13  | 145.5 |
| 9    | Ai Ogura                | Kalex      | Idemitsu Honda Team Asia                | DNS | DNS | 15  | Ret | 9   | 15  | 14  | 2   | 8   | 3   | 7   | 5   | 21  | 2   | 17  | 15  | 5   | 4   | 4   | 11  | 137.5 |
| 10   | Celestino Vietti        | Kalex      | Fantic Racing                           | 11  | 13  | 9   | Ret | 4   | 5   | 10  | 10  | 12  | 1   | 10  | 2   | DNS | DNS | DNS | Ret | Ret | Ret | 6   | Ret | 116   |
| 11   | Filip Salač             | Kalex      | QJmotor Gresini Moto2                   | 4   | 7   | 5   | 9   | 2   | 7   | 13  | Ret | 13  | 7   | Ret | 9   | 10  | 5   | Ret | Ret | 17  | 14  | DNS | 17  | 110   |
| 12   | Sam Lowes               | Kalex      | Elf Marc VDS Racing Team                | 7   | 10  | 13  | 1   | 15  | Ret | 7   | 11  | 7   | Ret | 9   | Ret | 19  | Ret | 10  | Ret | 14  | 7   | 12  | 7   | 104   |
| 13   | Joe Roberts             | Kalex      | Italtrans Racing Team                   | 14  | 14  | 16  | 14  | 12  | 12  | Ret | 18  | 4   | Ret | 11  | 8   | 3   | 12  | 9   | 5   | Ret | 8   | 11  | 8   | 93.5  |
| 14   | Albert Arenas           | Kalex      | Red Bull KTM Ajo                        | 8   | 9   | 12  | 8   | DNS | 23  | 9   | 9   | 14  | Ret | 3   | DNS | 14  | 18  | 15  | 14  | 7   | 9   | 21  | 10  | 85    |
| 15   | Sergio García           | Kalex      | Pons Wegow Los40                        | 15  | 5   | Ret | 11  | 10  | 10  | 11  | 13  | Ret | 8   | 4   | 11  | 4   | Ret | 8   | Ret | Ret | 25  | 17  | Ret | 84    |
| 16   | Marcos Ramírez          | Forward    | Forward Team                            | 21  | 24  | Ret | 20  | 17  | Ret | 20  | WD  | 19  |     |     |     |     |     |     |     |     |     |     |     | 65    |
| 16   | Marcos Ramírez          | Kalex      | American Racing                         |     |     |     |     |     |     |     |     |     | 14  | 16  | 14  | 9   | 7   | 16  | 10  | 6   | 3   | 13  | 4   | 65    |
| 17   | Barry Baltus            | Kalex      | Fieten Olie Racing GP                   | 12  | 19  | Ret | 13  | 7   | 16  | 12  | 12  | 6   | DNS | 12  | 15  | 8   | 15  | Ret | Ret | 18  | 11  | 18  | 14  | 55    |
| 18   | Jeremy Alcoba           | Kalex      | QJmotor Gresini Moto2                   | 10  | 17  | 4   | 16  | 13  | Ret | 16  | 15  | 11  | 12  | 15  | 16  | Ret | 16  | 20  | 4   | 13  | 12  | 15  | 15  | 48.5  |
| 19   | Dennis Foggia           | Kalex      | Italtrans Racing Team                   | 18  | 25  | 14  | 18  | 14  | 13  | 15  | 19  | Ret | 11  | 22  | Ret | 11  | Ret | 11  | 17  | 12  | 15  | 16  | 9   | 35    |
| 20   | Darryn Binder           | Kalex      | Liqui Moly Husqvarna Intact GP          | 16  | 6   | DNS | DNS | DNS | Ret | Ret | 14  | 15  | Ret | DNS | DNS | 7   | 10  | 13  | Ret | 15  | DNS | 14  | 20  | 34    |
| 21   | Bo Bendsneyder          | Kalex      | Pertamina Mandalika SAG Team            | Ret | 22  | 3   | 17  | 18  | 14  | Ret | WD  | 17  | 15  | Ret | 13  | 18  | 17  | 12  | 8   | 16  | 17  | 22  | 24  | 30    |
| 22   | Izan Guevara            | Kalex      | GasGas Aspar Team                       | DNS | DNS | 21  | 22  | 22  | 18  | Ret | Ret | 21  | 13  | 25  | Ret | 13  | 14  | 21  | 6   | 7   | Ret | 23  | Ret | 20    |
| 23   | Zonta van den Goorbergh | Kalex      | Fieten Olie Racing GP                   | Ret | 18  | 17  | 23  | 20  | Ret | 18  | 20  | 20  | 22  | 18  | Ret | 6   | 9   | Ret | Ret | Ret | 18  | 19  | 18  | 17    |
| 24   | Lukas Tulovic           | Kalex      | Liqui Moly Husqvarna Intact GP          | DNS | DNS | Ret | 15  | 11  | Ret | Ret | 16  | 16  | 10  | 20  | Ret | DNS | DNS | 22  | 20  | 23  | 24  | Ret | Ret | 12    |
| 25   | Mattia Pasini           | Kalex      | Fieten Olie Racing GP                   |     |     |     |     |     | 11  |     |     |     |     |     | 10  |     |     |     |     |     |     |     |     | 11    |
| 26   | Taiga Hada              | Kalex      | Pertamina Mandalika SAG Team            |     |     |     |     |     | 21  | 21  | 21  | Ret | DNS | DNS | 19  | 23  | 19  | 14  | 11  | Ret | 16  | 25  | 22  | 4.5   |
| 27   | Álex Escrig             | Forward    | Forward Team                            | WD  |     |     | DNS | Ret |     |     | Ret | 18  | DNS |     |     |     |     | 18  | 19  | 19  | 13  | 20  | 23  | 3     |
| 28   | Rory Skinner            | Kalex      | American Racing                         | 22  | Ret | 19  | 24  | Ret | DNS | DNS | DNS | Ret | 18  | 23  | Ret | 20  | 25  | 19  | 12  | 20  | 20  | 24  | 21  | 2     |
| 29   | Sean Dylan Kelly        | Kalex      | American Racing                         | 20  | Ret | 18  | Ret | 16  | 19  | 17  | Ret | DNS | DNS | DNS |     |     |     |     |     |     |     |     |     | 1     |
| 29   | Sean Dylan Kelly        | Forward    | Forward Team                            |     |     |     |     |     |     |     |     |     |     |     | 20  | 15  | 23  | DNS | DNS | 19  | Ret | Ret | 26  | 1     |
| 30   | Borja Gómez             | Kalex      | Fantic Racing                           | 17  | 21  | 20  | 19  | 23  | 17  | DNS | Ret | Ret | 16  | 21  | 18  | 16  | 24  |     |     |     |     |     |     | 0     |
| 31   | Kohta Nozane            | Kalex      | Correos Prepago Yamaha VR46 Master Camp | DNS | DNS | DNS | DNS | DNS | DNS | DNS | DNS | 22  | 20  | 24  | 21  | Ret | Ret | Ret | 16  | 22  | Ret | Ret | Ret | 0     |
| 32   | Jordi Torres            | Kalex      | GasGas Aspar Team                       | 23  | 16  |     |     |     |     |     |     |     |     |     |     |     |     |     |     |     |     |     |     | 0     |
| 33   | Alberto Surra           | Forward    | Forward Team                            |     |     |     |     |     |     |     |     |     | 17  | Ret | 17  | 17  | 20  | Ret | 18  | Ret |     |     |     | 0     |
| 34   | Carlos Tatay            | Kalex      | American Racing                         |     |     |     |     |     |     | 19  | 17  |     |     |     |     |     |     |     |     |     |     |     |     | 0     |
| 35   | Lorenzo Dalla Porta     | Kalex      | Pertamina Mandalika SAG Team            | 19  | 23  | Ret | 25  | 21  |     |     |     |     |     |     |     |     |     |     |     |     |     |     |     | 0     |
| 35   | Lorenzo Dalla Porta     | Forward    | Forward Team                            |     |     |     |     |     | 20  | Ret |     |     |     |     |     |     |     |     |     |     |     |     |     | 0     |
| 36   | Senna Agius             | Kalex      | Liqui Moly Husqvarna Intact GP          |     |     |     | 21  | 19  |     |     |     |     |     | Ret | Ret |     | 21  |     |     |     |     |     |     | 0     |
| 37   | Mattia Rato             | Kalex      | Pertamina Mandalika SAG Team            |     |     |     |     |     |     |     |     |     | 19  | 22  |     |     |     |     |     |     |     |     |     | 0     |
| 38   | Matteo Ferrari          | Kalex      | QJMotor Gresini Moto2                   |     |     |     |     |     |     |     |     |     |     |     |     |     |     |     |     |     |     |     | 19  | 0     |
| 39   | Soichiro Minamimoto     | Kalex      | Correos Prepago Yamaha VR46 Master Camp |     | 20  | 23  | 26  |     |     |     |     |     |     |     |     |     |     |     |     |     |     |     |     | 0     |
| 40   | Mattia Casadei          | Kalex      | Fantic Racing                           |     |     |     |     |     |     |     |     |     |     |     |     |     | 26  | 24  | Ret | 21  | 21  | 26  | 25  | 0     |
| 41   | Kasma Daniel            | Kalex      | Correos Prepago Yamaha VR46 Master Camp |     |     |     |     |     | 22  | 22  |     |     |     |     |     |     |     |     |     |     |     |     |     | 0     |
| 42   | Yeray Ruiz              | Forward    | Forward Team                            |     |     |     |     |     |     |     | 22  |     |     | 26  |     |     |     |     |     |     |     |     |     | 0     |
| 43   | David Sanchis           | Forward    | Forward Team                            | Ret | Ret | 22  |     |     |     |     |     |     |     |     |     |     |     |     |     |     |     |     |     | 0     |
| 44   | Helmi Azman             | Kalex      | Petronas MIE Racing RW                  |     |     |     |     |     |     |     |     |     |     |     |     |     |     |     |     |     | 23  |     |     | 0     |
| 45   | Lorenzo Baldassarri     | Kalex      | Fantic Racing                           |     |     |     |     |     |     |     |     |     |     |     |     |     |     | 23  |     |     |     |     |     | 0     |
|      | Azroy Anuar             | Kalex      | Petronas MIE Racing RW                  |     |     |     |     |     |     |     |     |     |     |     |     |     |     |     |     |     | Ret |     |     | 0     |
|      | Héctor Garzó            | Kalex      | Fieten Olie Racing GP                   |     |     |     |     |     |     |     |     |     |     |     |     |     |     |     |     |     |     |     | Ret | 0     |
| Pos. | Piloto                  | Moto       | Equipo                                  | POR | ARG | AME | SPA | FRA | ITA | GER | NED | GBR | AUT | CAT | RSM | IND | JPN | INA | AUS | THA | MAL | QAT | VAL | Ptos. |

| Color     | Resultado                                                               |
| --------- | ----------------------------------------------------------------------- |
| Oro       | Ganador                                                                 |
| Plata     | 2.ª plaza                                                               |
| Bronce    | 3.ª plaza                                                               |
| Verde     | Finalizó en los puntos                                                  |
| Azul      | Finalizó sin puntos                                                     |
| Azul      | NC - No clasificado                                                     |
| Violeta   | Ret - No terminó (Carrera)                                              |
| Rojo      | DNQ - No se clasificó                                                   |
| Negro     | DSQ - Descalificado                                                     |
| Blanco    | DNS - No empezó (carrera)                                               |
| Blanco    | WD - Retirado (fin de semana)                                           |
| Blanco    | C - Carrera cancelada                                                   |
| Sin color | DNP - Inscrito pero no participó                                        |
| Sin color | INJ - Lesionado                                                         |
| Sin color | EX - Excluido                                                           |
| Estado    | Resultado                                                               |
| Negrita   | Pole position                                                           |
| Cursiva   | Vuelta rápida                                                           |
| †         | Abandona, pero clasifica al completar el porcentaje requerido para ello |

### Campeonato de Constructores
| Pos. | Constructor | POR | ARG | AME | SPA | FRA | ITA | GER | NED | GBR | AUT | CAT | RSM | IND | JPN | INA | AUS | THA | MAL | QAT | VAL | Ptos. |
| ---- | ----------- | --- | --- | --- | --- | --- | --- | --- | --- | --- | --- | --- | --- | --- | --- | --- | --- | --- | --- | --- | --- | ----- |
| 1    | Kalex       | 1   | 1   | 1   | 1   | 1   | 1   | 1   | 1   | 2   | 1   | 1   | 1   | 1   | 1   | 1   | 1   | 2   | 2   | 2   | 2   | 462.5 |
| 2    | Boscoscuro  | 13  | 2   | 6   | 3   | 3   | 6   | 5   | 4   | 1   | 9   | 8   | 3   | 12  | 13  | 3   | 3   | 1   | 1   | 1   | 1   | 286   |
| 3    | Forward     | 21  | 24  | 22  | 20  | 17  | 20  | 20  | 22  | 18  | 17  | 26  | 17  | 15  | 20  | 17  | 18  | 17  | 13  | 20  | 23  | 4     |
| Pos. | Constructor | POR | ARG | AME | SPA | FRA | ITA | GER | NED | GBR | AUT | CAT | RSM | IND | JPN | INA | AUS | THA | MAL | QAT | VAL | Ptos. |

### Campeonato de Equipos
| Pos. | Equipo                                  | N.º. Moto | POR | ARG | AME | SPA | FRA | ITA | GER | NED | GBR | AUT | CAT | RSM | IND | JPN | INA | AUS | THA | MAL | QAT | VAL | Ptos. |
| ---- | --------------------------------------- | --------- | --- | --- | --- | --- | --- | --- | --- | --- | --- | --- | --- | --- | --- | --- | --- | --- | --- | --- | --- | --- | ----- |
| 1    | Red Bull KTM Ajo                        | 37        | 1   | 12  | 1   | 2   | Ret | 1   | 1   | 3   | 3   | 2   | 6   | 1   | 1   | 3   | 1   | 9   | 2   | 2   | 8   | 12  | 417.5 |
| 1    | Red Bull KTM Ajo                        | 75        | 8   | 9   | 12  | 8   | DNS | 23  | 9   | 9   | 14  | Ret | 3   | DNS | 14  | 18  | 15  | 14  | 7   | 9   | 21  | 10  | 417.5 |
| 2    | Speed Up Racing                         | 21        | Ret | 2   | 7   | 3   | 3   | 6   | 5   | 6   | Ret | Ret | 8   | 3   | 22  | 13  | 25  | Ret | 8   | 22  | 9   | 3   | 362   |
| 2    | Speed Up Racing                         | 54        | 13  | 15  | 6   | 10  | 8   | Ret | 8   | 4   | 1   | 9   | 13  | Ret | 12  | 22  | 3   | 3   | 1   | 1   | 1   | 1   | 362   |
| 3    | Elf Marc VDS Racing Team                | 14        | 3   | 1   | 2   | 4   | 1   | 2   | 2   | 7   | 10  | 10  | 17  | 4   | 2   | 11  | 6   | 1   | 4   | 10  | 10  | 16  | 353.5 |
| 3    | Elf Marc VDS Racing Team                | 22        | 7   | 10  | 13  | 1   | 15  | Ret | 7   | 11  | 7   | Ret | 9   | Ret | 19  | Ret | 10  | Ret | 14  | 7   | 12  | 7   | 353.5 |
| 4    | Idemitsu Honda Team Asia                | 35        | 9   | 8   | 11  | 7   | 6   | 9   | 4   | Ret | 9   | 5   | 14  | 6   | Ret | 1   | 7   | 7   | 3   | 6   | 7   | 5   | 311   |
| 4    | Idemitsu Honda Team Asia                | 79        | DNS | DNS | 15  | Ret | 9   | 15  | 14  | 2   | 8   | 3   | 7   | 5   | 21  | 2   | 17  | 15  | 5   | 4   | 4   | 11  | 311   |
| 5    | Pons Wegow Los40                        | 11        | 15  | 5   | Ret | 11  | 10  | 10  | 11  | 13  | Ret | 8   | 4   | 11  | 4   | Ret | 8   | Ret | Ret | 25  | 17  | Ret | 279   |
| 5    | Pons Wegow Los40                        | 40        | 2   | 4   | 8   | 5   | DNS | 4   | Ret | 5   | 2   | Ret | 2   | Ret | Ret | 8   | 2   | 2   | 11  | Ret | 3   | 2   | 279   |
| 6    | GasGas Aspar Team                       | 28        |     |     | 21  | 22  | 22  | 18  | Ret | Ret | 21  | 13  | 25  | Ret | 13  | 14  | 21  | 6   | 7   | Ret | 23  | Ret | 224   |
| 6    | GasGas Aspar Team                       | 81        | 23  | 16  |     |     |     |     |     |     |     |     |     |     |     |     |     |     |     |     |     |     | 224   |
| 6    | GasGas Aspar Team                       | 96        | 6   | 3   | DNS | 6   | 5   | 3   | 3   | 1   | Ret | 4   | 1   | 12  | Ret | 4   | 4   | Ret | Ret | 5   | 5   | 6   | 224   |
| 7    | QJmotor Gresini Moto2                   | 12        | 4   | 7   | 5   | 9   | 2   | 7   | 13  | Ret | 13  | 7   | Ret | 9   | 10  | 5   | Ret | Ret | 17  | 14  | DNS | 17  | 158.5 |
| 7    | QJmotor Gresini Moto2                   | 52        | 10  | 17  | 4   | 16  | 13  | Ret | 16  | 15  | 11  | 12  | 15  | 16  | Ret | 16  | 20  | 4   | 13  | 12  | 15  | 15  | 158.5 |
| 8    | Correos Prepago Yamaha VR46 Master Camp | 2         |     | 20  | 23  | 26  |     |     |     |     |     |     |     |     |     |     |     |     |     |     |     |     | 145.5 |
| 8    | Correos Prepago Yamaha VR46 Master Camp | 5         | DNS |     |     |     |     |     |     |     | 22  | 20  | 24  | 21  | Ret | Ret | Ret | 16  | 22  | Ret | Ret | Ret | 145.5 |
| 8    | Correos Prepago Yamaha VR46 Master Camp | 18        | 5   | 11  | 10  | 12  | DNS | 8   | 6   | 8   | 5   | Ret | 5   | 7   | 5   | 6   | 5   | 13  | 10  | Ret | 2   | 13  | 145.5 |
| 8    | Correos Prepago Yamaha VR46 Master Camp | 27        |     |     |     |     |     | 22  | 22  |     |     |     |     |     |     |     |     |     |     |     |     |     | 145.5 |
| 9    | Italtrans Racing Team                   | 16        | 14  | 14  | 16  | 14  | 12  | 12  | Ret | 18  | 4   | Ret | 11  | 8   | 3   | 12  | 9   | 5   | Ret | 8   | 11  | 8   | 128.5 |
| 9    | Italtrans Racing Team                   | 71        | 18  | 25  | 14  | 18  | 14  | 13  | 15  | 19  | Ret | 11  | 22  | Ret | 11  | Ret | 11  | 17  | 12  | 15  | 16  | 9   | 128.5 |
| 10   | Fantic Racing                           | 9         |     |     |     |     |     |     |     |     |     |     |     |     |     | 26  | 24  | Ret | 21  | 21  | 26  | 25  | 116   |
| 10   | Fantic Racing                           | 13        | 11  | 13  | 9   | Ret | 4   | 5   | 10  | 10  | 12  | 1   | 10  | 2   | DNS |     |     | Ret | Ret | Ret | 6   | Ret | 116   |
| 10   | Fantic Racing                           | 43        |     |     |     |     |     |     |     |     |     |     |     |     |     |     | 23  |     |     |     |     |     | 116   |
| 10   | Fantic Racing                           | 72        | 17  | 21  | 20  | 19  | 23  | 17  | DNS | Ret | Ret | 16  | 21  | 18  | 16  | 24  |     |     |     |     |     |     | 116   |
| 11   | Fieten Olie Racing GP                   | 7         | 12  | 19  | Ret | 13  | 7   | 16  | 12  | 12  | 6   | DNS | 12  | 15  | 8   | 15  | Ret | Ret | 18  | 11  | 18  | 14  | 72    |
| 11   | Fieten Olie Racing GP                   | 84        | Ret | 18  | 17  | 23  | 20  | Ret | 18  | 20  | 20  | 22  | 18  | Ret | 6   | 9   | Ret | Ret | Ret | 18  | 19  | 18  | 72    |
| 12   | American Racing                         | 4         | 20  | Ret | 18  | Ret | 16  | 19  | 17  | Ret |     |     |     |     |     |     |     |     |     |     |     |     | 67    |
| 12   | American Racing                         | 24        |     |     |     |     |     |     |     |     |     | 14  | 16  | 14  | 9   | 7   | 16  | 10  | 6   | 3   | 13  | 4   | 67    |
| 12   | American Racing                         | 33        | 22  | Ret | 19  | 24  | Ret | DNS |     |     | Ret | 18  | 23  | Ret | 20  | 25  | 19  | 12  | 20  | 20  | 24  | 21  | 67    |
| 12   | American Racing                         | 99        |     |     |     |     |     |     | 19  | 17  |     |     |     |     |     |     |     |     |     |     |     |     | 67    |
| 13   | Liqui Moly Husqvarna Intact GP          | 3         | DNS |     | Ret | 15  | 11  | Ret | Ret | 16  | 16  | 10  | 20  | Ret | DNS |     | 22  | 20  | 23  | 24  | Ret | Ret | 46    |
| 13   | Liqui Moly Husqvarna Intact GP          | 8         |     |     |     | 21  | 19  |     |     |     |     |     | Ret | Ret |     | 21  |     |     |     |     |     |     | 46    |
| 13   | Liqui Moly Husqvarna Intact GP          | 15        | 16  | 6   | DNS |     |     | Ret | Ret | 14  | 15  | Ret |     |     | 7   | 10  | 13  | Ret | 15  | DNS | 14  | 20  | 46    |
| 14   | Pertamina Mandalika SAG Team            | 19        | 19  | 23  | Ret | 25  | 21  |     |     |     |     |     |     |     |     |     |     |     |     |     |     |     | 34.5  |
| 14   | Pertamina Mandalika SAG Team            | 23        |     |     |     |     |     | 21  | 21  | 21  | Ret |     |     | 19  | 23  | 19  | 14  | 11  | Ret | 16  | 25  | 22  | 34.5  |
| 14   | Pertamina Mandalika SAG Team            | 64        | Ret | 22  | 3   | 17  | 18  | 14  | Ret | WD  | 17  | 15  | Ret | 13  | 18  | 17  | 12  | 8   | 16  | 17  | 22  | 24  | 34.5  |
| 14   | Pertamina Mandalika SAG Team            | 73        |     |     |     |     |     |     |     |     |     | 19  | 22  |     |     |     |     |     |     |     |     |     | 34.5  |
| 15   | Forward Team                            | 4         |     |     |     |     |     |     |     |     |     |     |     | 20  | 15  | 23  |     |     |     | 19  | Ret | 26  | 4     |
| 15   | Forward Team                            | 17        | WD  |     |     | DNS | Ret |     |     | Ret | 18  | DNS |     |     |     |     | 18  | 19  | 19  | 13  | 20  | 23  | 4     |
| 15   | Forward Team                            | 19        |     |     |     |     |     | 20  | Ret |     |     |     |     |     |     |     |     |     |     |     |     |     | 4     |
| 15   | Forward Team                            | 24        | 21  | 24  | Ret | 20  | 17  | Ret | 20  | WD  | 19  |     |     |     |     |     |     |     |     |     |     |     | 4     |
| 15   | Forward Team                            | 55        |     |     |     |     |     |     |     | 22  |     |     | 26  |     |     |     |     |     |     |     |     |     | 4     |
| 15   | Forward Team                            | 67        |     |     |     |     |     |     |     |     |     | 17  | Ret | 17  | 17  | 20  | Ret | 18  | Ret |     |     |     | 4     |
| 15   | Forward Team                            | 98        | Ret | Ret | 22  |     |     |     |     |     |     |     |     |     |     |     |     |     |     |     |     |     | 4     |
| Pos. | Equipo                                  | N.º. Moto | POR | ARG | AME | SPA | FRA | ITA | GER | NED | GBR | AUT | CAT | RSM | IND | JPN | INA | AUS | THA | MAL | QAT | VAL | Ptos. |